# John Spytek
John Spytek (Pewaukee, 17 agosto 1980) è un dirigente sportivo ed ex giocatore di football americano statunitense che dal 2025 è il general manager dei Las Vegas Raiders della National Football League (NFL). Precedentemente è stato nove anni nell'organizzazione dei Tampa Bay Buccaneers. Al college ha giocato a football con Michigan.

## Carriera da giocatore
Spytek, originario di Pewaukee nel Wisconsin, cominciò a giocare a football nella locale Catholic Memorial High School di Waukesha. Passó quindi a giocare college football come linebacker per l'Università del Michigan dal 1999 al 2002, con i Wolverines impegnati nella Big Ten Conference (B1G) della Divisione I della Football Bowl Subdivision (FBS) della  NCAA.
Nel suo primo anno fu in squadra con Tom Brady che a fine stagione sarebbe passato tra i professionisti.
La sua carriera da giocatore non fu particolarmente brillante, collezionando nella sua esperienza al college solo una manciata di snap in gare ufficiali.

## Carriera da dirigente sportivo
Dopo aver concluso il college laureandosi in sport management, Spytek iniziò la sua carriera come stagista presso i Detroit Lions nel 2004.
Successivamente, ha lavorato per i Philadelphia Eagles dal 2005 al 2009, ricoprendo vari ruoli, tra cui assistente per lo scouting universitario e scout collegiale/professionale.
Dal 2010 al 2012 è stato direttore dello scouting universitario per i Cleveland Browns.
Nel 2013 è diventato scout dell'area sud-ovest degli Stati Uniti per i Denver Broncos, ruolo che ha mantenuto fino al 2015, quando è stato promosso a scout nazionale. Era nell'organizzazione dei Broncos che vinsero il Super Bowl 50.
Nel 2016 Spytek è entrato nei Tampa Bay Buccaneers come direttore del personale giocatori, ricoprendo successivamente il ruolo di vice presidente del personale giocatori dal 2021 al 2022. 
Nel 2020 contribuì a portare ai Buccaneers Tom Brady, che era stato suo compagno di squadra per un anno al college, e Rob Gronkowski con cui la franchigia di Tampa Bay vinse il Super Bowl LV. Dal 2023 al 2024 è stato assistente general manager.
Dal gennaio 2025 è il nuovo general manager dei Las Vegas Raiders.

## Palmarès
- Super Bowl 50 con i Denver Broncos (come scout nazionale)
- Super Bowl LV con i Tampa Bay Buccaneers (come direttore del personale giocatori)

## Vita privata
Spytek perse nel 2014 la sua prima figlia, Evelyn, all'età di 21 mesi per le gravi conseguenze portate dall'infezione da cytomegalovirus (CMV) contratta prima della nascita. Insieme alla moglie Kristen fondó in seguito la National CMV Foundation con l'obiettivo di sensibilizzare sulla malattia.